# Claymation

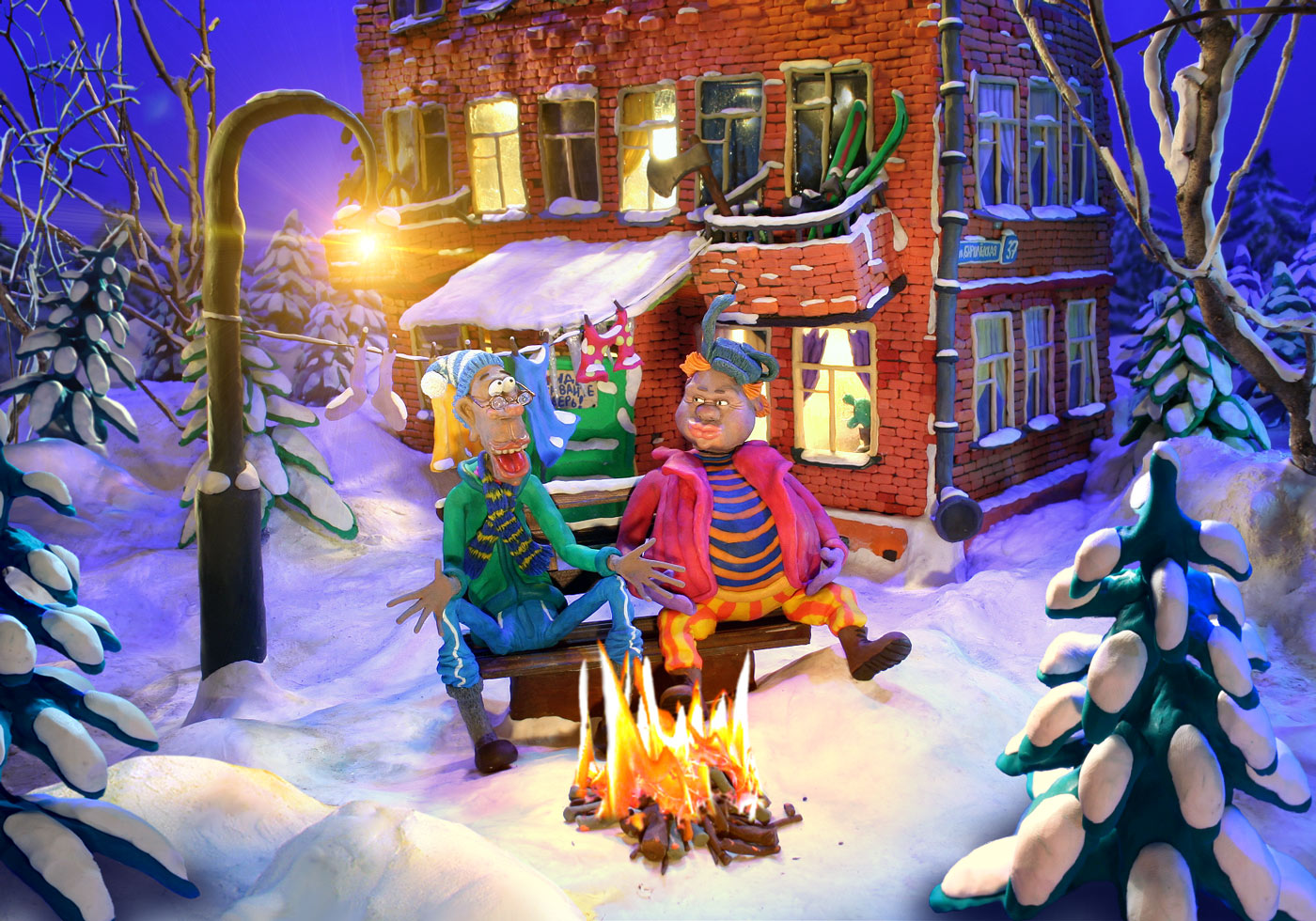
Esempio di clay animation

Claymation, o clay animation, è la parola inglese che indica la tecnica cinematografica della plastilina animata, ed è uno dei tipi della tecnica di animazione a passo uno. Più precisamente, consiste nel creare personaggi e sfondi tramite sostanze malleabili — normalmente plastilina — e successivamente riprendere immagini singole dopo aver leggermente modificato le posizioni degli elementi nella scena.
Una volta riprodotta la sequenza di immagini fisse (ad una frequenza di almeno 10-12 fotogrammi al secondo) si ha l'illusione che gli oggetti di plastilina siano in movimento.

## Produzione
La produzione di un film in claymation, come per la stop-motion, è estremamente laboriosa. Dato che una pellicola standard è formata da 24 fotogrammi al secondo (frame/s), 30 minuti di film richiedono circa 43 200 fotogrammi mentre un lungometraggio da 90 minuti ne richiede 129 600.

## Tecnica
La tecnica utilizzata consente di sfruttare nello spettatore il fenomeno fisiologico della permanenza di un'immagine sulla retina dell'occhio.
Ogni oggetto o personaggio è scolpito a partire dall'argilla o da altri materiali flessibili come la plastilina; di solito viene creato attorno a uno scheletro fatto in fili di ferro chiamato armatura. Poi disposto sul set, viene fotografato una prima volta prima di essere leggermente spostato e preparato per lo scatto seguente e l'azione viene ripetuta finché l'animatore non ha raggiunto la quantità desiderata per il film. Al momento della riproduzione, la mente dello spettatore percepisce la serie di immagini che si susseguono rapidamente, unita alle minuscole variazioni presenti tra l'una e l'altra, come se l'oggetto fosse in movimento.
È necessario un ambiente di ripresa coerente per mantenere l'illusione della continuità: gli oggetti devono essere costantemente posizionati in maniera da rendere realistico l'ambiente.
Gli oggetti e i personaggi non devono essere alterati da irregolarità, lievi macchie, sporco, capelli o polvere.

## Storia
I film in claymotion venivano prodotti negli Stati Uniti già nel 1908, quando Edison Manufacturing ha pubblicato un film intitolato The Sculptor's Welsh Rarebit Dream. Nel 1916, la claymation diventò più di moda, grazie all'artista della East Coast Helena Smith Dayton e l'animatore della West Coast Willie Hopkins. Hopkins in particolare era piuttosto prolifico, avendo prodotto oltre cinquanta segmenti animati in claymation per il settimanale Universal Screen Magazine.
Negli anni '20, l'animazione tradizionale diventò la modalità dominante per la creazione di animazione essendo utilizzata notevolmente di più, in confronto alla claymation, dagli studi d'animazione. Tuttavia, nel 1921, la claymation apparve in un film chiamato Modeling, un film dei Fleischer Brothers Studio appartenente alla serie Out of the Inkwell.
Il pioniere della claymation è stato un tempo l'animatore Joan Gratz, nei suoi film nominati all'Oscar dal titolo The Creation (1980) e Mona Lisa Descending a Staircase (1992).
Nel 1972, al Cineplast Film Studio a Monaco di Baviera, in Germania, André Roche ha creato una serie di film per i bambini tedeschi non udenti chiamata Kili-Kla-Klawitter per il Secondo Canale della TV Tedesca, e un'altra serie per l'educazione stradale, Herr Daniel paßt auf ("Il signor Daniel fa attenzione").
Una variante della claymation è stata sviluppata da Craig Bartlett per una serie di cortometraggi (fatti anche in seguito negli anni '80 e '90), in cui non solo usava l'argilla ma talvolta costruiva immagini su più piani in modo da creare un effetto 3-D dal punto di vista della telecamera.
Alcune delle opere d'animazione in claymation più note includono una serie di corti della serie Gumby (creati da Art Clokey), numerosi cortometraggi vincitori di Oscar come Closed Mondays ("Chiuso il lunedì" di Will Vinton e Bob Gardiner, 1974), The Sand Castle ("Il castello di sabbia", 1977), Interviste Mai Viste (Aardman Animation, 1989) e tutti e quattro i corti di Wallace e Gromit, realizzati da Nick Park per la Aardman Animations. Alcune animazioni in claymation sono presenti anche online, su siti come Newgrounds. Inoltre molte delle offerte speciali di Rankin-Bass sono state animate in claymation.
Oltre agli spot pubblicitari, la claymation è stata utilizzata negli ultimi anni per serie per bambini come Pingu, Shaun - Vita da Pecora e Mio Mao, nonché spettacoli per un pubblico adulto per il canale Adult Swim di Cartoon Network, tra cui Robot Chicken (che fa utilizzo, oltre alla claymation, di action figures e pupazzi in stop motion) e Moral Orel. Molti giovani filmmaker indipendenti hanno utilizzato la claymation per sbarcare su internet.